# Jakob Pfyffer-Feer
Jakob Pfyffer-Feer (* 1745 in Luzern; † 1809 in Bern) war ein Schweizer Politiker und Militär.

## Leben
Jakob Pfyffer-Feer widmete sich früh der diplomatischen Laufbahn und wurde 1769 Mitglied des Grossen Rats. Er betätigte sich aus Neigung auch auf dem militärischen Sektor und wurde 1775 Hauptmann bei der päpstlichen Garde in Pesaro. 1784 entsagte er jedoch dem Militärstand wieder. Er bekleidete seitdem mehrere wichtige Staatsämter. Nach der Rückkehr von einer Reise durch Italien starb er 1809 in Bern.
Während der Französischen Revolution machte sich Pfyffer durch mehrere Aufsätze bekannt, durch die er die gestörte Ordnung in seinem Vaterland wiederherzustellen bemüht war. Dahin gehört seine 1801 verfasste Adresse an den Vollziehungsrat und an den französischen Gesandten Reinhard, dem er auch gleichzeitig seine Apologie des höchsten Finanztribunals zur Ansicht vorlegte. Eine spätere Schrift vom Jahr 1806 trägt den Titel: Über die Art und Weise, wie die Erklärung des Zehenten-Loskaufs in der ehemaligen Herrschaft Buttisholz geschehen soll.